# Капела Светог Рока у Суботици
Капела Св. Рока у Суботици подигнута је 1738. године и представља непокретно културно добро као споменик културе од великог значаја.
Капела је посвећена Св. Року, заштитнику од куге, која је те године харала и однела много живота у Суботици. Подигнута на месту на коме је око 1695. године Текелијина војска побила тридесетак грађана. Обнављана је 1753. а 1773. године капела добија надстрешницу и постаје жупна црква до изградње Римокатоличке цркве Св. Терезе Авилске у Суботици.
Свој данашњи изглед добила је 1884. Према пројекту Титуса Мачковића изведена је као мала једнобродна грађевина са полукружном олтарском апсидом, наткриљена масивном куполом. Лучно засведен улаз уоквирују прислоњени пиластри са профилисаним капителима. Фасадна декорација у неоренесансном стилу карактерише све Мачковићеве радове.
Конзерваторски радови су изведени 1950. и 1981–1982. године